# Alexander von dem Knesebeck
Alexander August Julius Andreas von dem Knesebeck (* 22. Oktober 1836 in Stade; † 13. Mai 1920 ebenda) war ein preußischer Generalleutnant.

## Leben

### Familie
Alexander von dem Knesebeck war ein Sohn von August von dem Knesebeck (* 1804; † 1886) und der Adelheid, geborene Freiin von der Schulenburg aus dem Hause Altendorf (* 1815; † 1890). Er heiratete in Dresden am 1. Juli 1862 Louise von Plessen (* 1841; † 1886). Aus dieser Ehe stammten sechs Kinder: 
- Elisabeth (* 1864; † 1955), Priorin von Kloster Lüne, unverheiratet[1][2]
- Boldewin (* 1865; † 1937), kgl. preuß. Major, Kaufmann, verheiratet
- Bodo (* 1867; † 1948), kgl. preuß. Polizeipräsident, Verwaltungsgerichts-Direktor, Johanniter, verheiratet, Nachfahren
- Alexander (* 1872; † 1955), Oberstleutnant, verheiratet, Nachfahren
- Adelheid (* 1879), verheiratet m. d. Oberst a. D. August Otto von Coler, Sohn d. Alwin von Coler
- Wedig (* 1884; † 1960), Oberst, Johanniter, zweimal verheiratet, Nachfahren; 2. Ehe mit Luise von Uslar, geb. von Usedom, Tochter des Admirals Guido von Usedom

### Militärkarriere
Knesebeck begann seine Militärkarriere 1855 als Sekondeleutnant und besuchte von 1857 bis 1859 die Generalstabsschule. 1860 wurde er zum Premierleutnant befördert. 1858 war er Adjutant des Herzogs von Cambridge. Für 1860 ist der Nachweis als Angehöriger mit benannten Dienstrang beim Husaren-Regiment „Königin Wilhelmina der Niederlande“ (Hannoversches) Nr. 15 gegeben. Anschließend war Knesebeck bis 1862 Gouverneur des Erbgroßherzogs Adolf Friedrich von Mecklenburg-Strelitz und 1863/64 Adjutant beim Kommandeur der Exekutionstruppen in Schleswig-Holstein. 1867 trat er in den Verband der preußischen Armee ein und diente als Rittmeister im Thüringischen Husaren-Regiment Nr. 12. Während des Krieges gegen Frankreich war er 1870/71 als Adjutant der 5. Kavallerie-Division kommandiert und stieg zum Major auf. 1877 übernahm er die Führung des Westpreußischen Kürassier-Regiments Nr. 5, dessen Kommandeur er im Folgejahr nach Beförderung zum Oberstleutnant wurde. 1881 wurde er Kommandeur des 2. Brandenburgischen Dragoner-Regiments Nr. 12. Nach seiner Beförderung zum Oberst 1883 wurde er 1885 mit der Führung der 29. Kavallerie-Brigade beauftragt. 1888 folgte seine Beförderung zum Generalmajor und im März 1890 avancierte er zum Generalleutnant und Kommandanten von Königsberg. 1894 wurde er zur Disposition gestellt.